# Tolpia sikkimi
Tolpia sikkimi là một loài bướm đêm thuộc họ Erebidae. Nó được tìm thấy ở Sikkim, Ấn Độ.
Sải cánh dài khoảng 14 mm. Cánh dưới màu nâu và phía dưới màu nâu đồng nhất.